# Peixe-serra-de-dentes-pequenos
O peixe-serra-de-dentes-pequenos (nome científico: Pristis pectinata) é uma espécie da família dos pristídeos (Pristidae). É encontrado em águas rasas tropicais e subtropicais nas partes costeiras e estuarinas do Atlântico. Atualmente, acredita-se que relatos de sua existência em outros lugares sejam erros de identificação. É uma espécie criticamente ameaçada que desapareceu de grande parte de sua área de distribuição histórica.

## Distribuição e habitat
O peixe-serra-de-dentes-pequenos é encontrado em partes tropicais e subtropicais do Oceano Atlântico, incluindo o Caribe e o Golfo do México. Sua distribuição original era a menor das espécies de peixe-serra, cobrindo cerca de dois milhões e 100 mil quilômetros quadrados (810 mil milhas quadradas). No oeste, já variou dos Estados Unidos ao Uruguai e, no leste, do Senegal a Angola. No entanto, desapareceu de grande parte de seu alcance histórico. Existem relatos antigos de seu avistamento no Mar Mediterrâneo, mas isso provavelmente envolveu indivíduos vagantes e, de acordo com a Organização das Nações Unidas para Alimentação e Agricultura (FAO), a espécie pode ser considerada extinta no Mar Mediterrâneo.
O peixe-serra-de-dentes-pequenos é encontrado principalmente em águas salobras marinhas e estuarinas costeiras. Prefere águas com menos de oito metros (26 pés) de profundidade, mas os adultos são ocasionalmente vistos no mar em profundidades de até 122 metros (400 pés). Durante os períodos de maior salinidade, os mais jovens foram vistos rio acima. Esta espécie é encontrada principalmente em locais com fundos suaves, como lama ou areia, mas também pode ocorrer sobre fundos rochosos duros ou em recifes de coral. São frequentemente encontrados em áreas com mangue ou ervas marinhas.

## Descrição
O peixe-serra-de-dentes-pequenos supostamente atinge comprimento total de até 7,6 metros (25 pés), mas isso é provavelmente um exagero e o maior tamanho confirmado foi de 5,54 metros (18,2 pés). Pesa até 350 quilogramas (770 libras). A espécie possui um peitoral tão longo quanto largo, uma dorsal situada anteriormente às pélvicas e uma cauda furcada. Suas partes superiores são cinza-acastanhadas, cinza, cinza-azulado ou enegrecido, e as partes inferiores são esbranquiçadas. Possui rostro relativamente estreito ("serra") com 20 a 32 dentes de cada lado.
As barbatanas peitorais são relativamente curtas. O lóbulo inferior é muito pequeno ou ausente. Pode ser separado do Peixe-serra-anão (Pristis clavata) e do peixe-serra-verde (Pristis zijsron) pela distribuição (ambos são encontrados apenas no Indo-Pacífico) e pela nadadeira dorsal.

## Função da serra

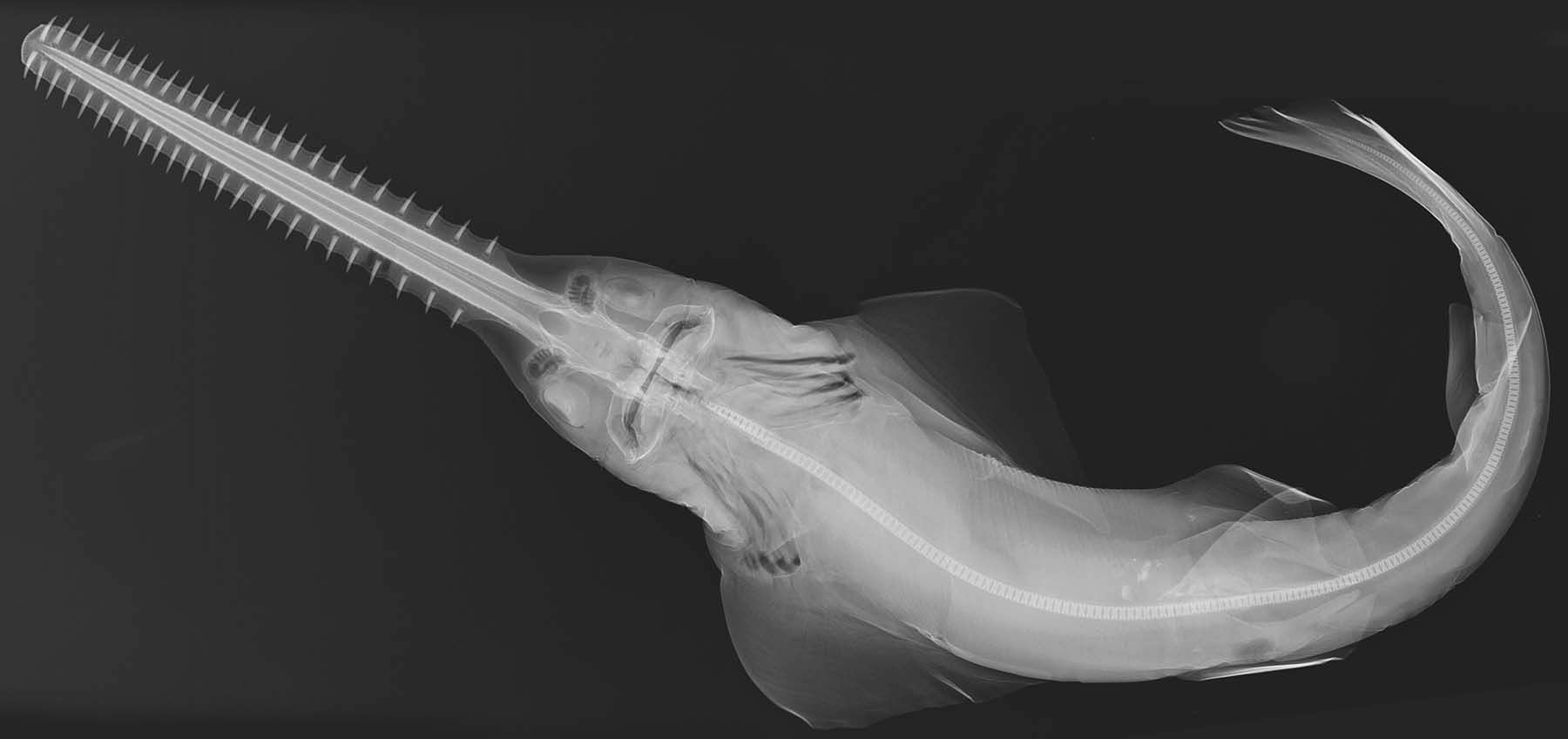
Espécime em imagem de raio-X

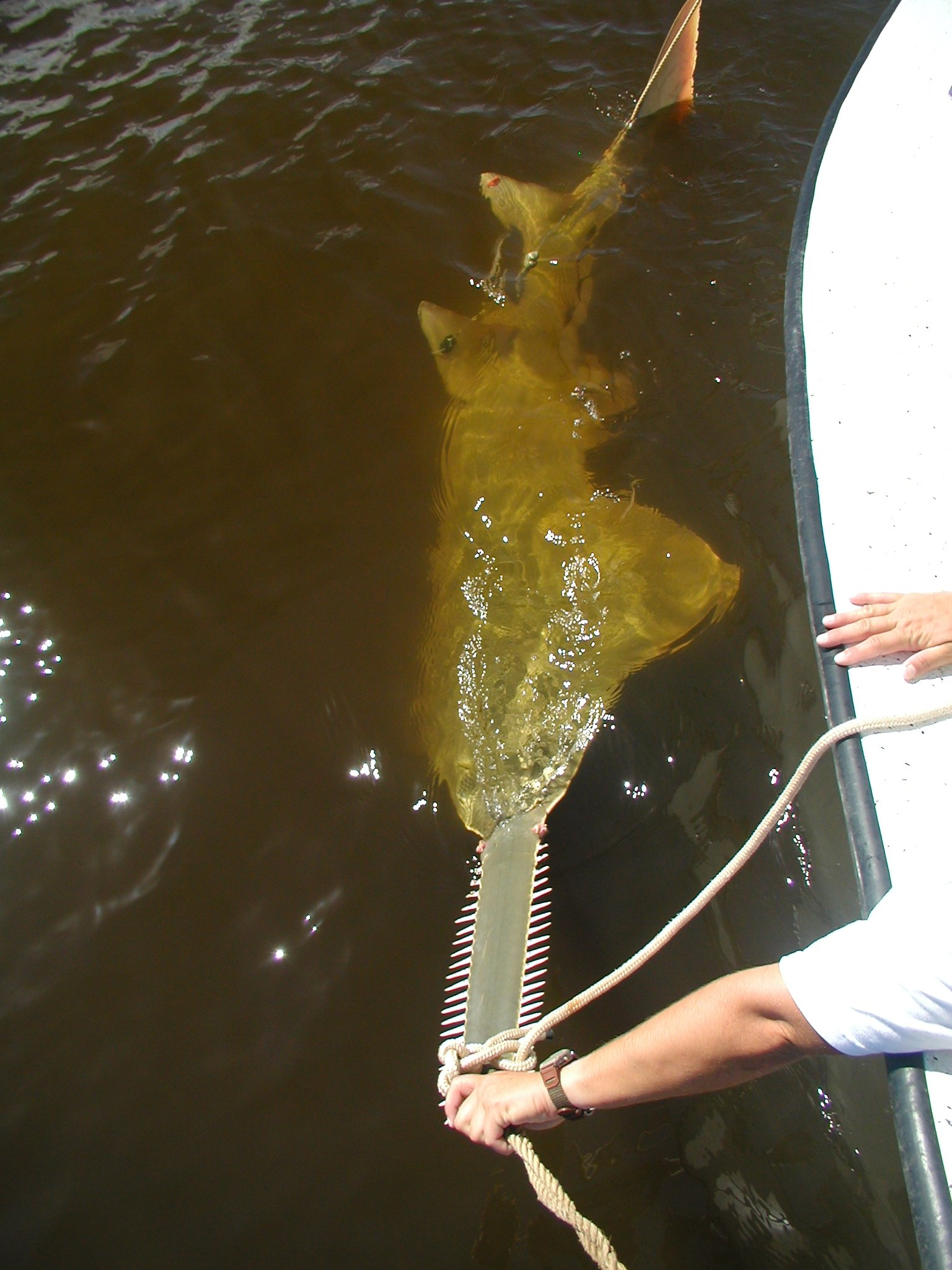
Um exemplar brevemente capturado para marcação como parte de um projeto de conservação

Por muitos anos, a raridade de ver um peixe-serra-de-dentes-pequenos na natureza impediu os cientistas de coletar evidências conclusivas sobre o uso de seu distinto rostro. Isso os levou a assumir falsamente que o peixe-serra-de-dentes-pequenos, como muitos outros vertebrados marinhos com um "bico" ou um rostro alongado, segue a regra de que o apêndice é usado para detectar ou capturar presas, mas nunca para ambos. Não existem outros animais marinhos altamente estudados com características rostrais semelhantes que tenham mostrado que o rostro é usado para ambas as técnicas de alimentação. No entanto, estudos recentes demonstraram que o peixe-serra-de-dentes-pequenos utiliza seu rostro para sentir e manipular a presa.
A serra do peixe-serra-de-dentes-pequenos é composta por milhares de órgãos sensoriais que permitem detectar e monitorar os movimentos de outros organismos, medindo os campos elétricos que emitem. Os órgãos sensoriais, também chamados de poros ampulares, são compactados mais densamente no lado dorsal de seu bico. Isso permite que o peixe crie uma imagem da área tridimensional acima dele, mesmo em águas de baixa visibilidade. Assim, fornece suporte para sua vida no fundo das águas. Utilizando sua serra como dispositivo de detecção estendido, é capaz de "visualizar" todo o ambiente ao manter uma posição baixa em relação ao fundo do mar.
O peixe-serra-de-dentes-pequenos descobre crustáceos e moluscos que habitam a areia, dois tipos de presas comuns, usando sua estrutura anatômica única como ferramenta para cavar na areia ou lama. A espécie agita o fundo do mar com seu rostro exagerado para descobrir essas fontes de alimento escondidas. Acredita-se que o rostro alongado evoluiu primeiro para seu uso na imobilização de presas.ref name=Wueringer2009 /> Foi observado aproximando-se de grandes cardumes de peixes enquanto golpeava a serra rapidamente de um lado para o outro. Devido à alta densidade de peixes pequenos em um cardume, há uma alta probabilidade de que o peixe-serra-de-dentes-pequenos atinja, esfaqueie, atordoe ou mate várias presas durante um ataque ao cardume.
A bióloga de vertebrados Barbara Wueringer, da Universidade de Queensland, demonstrou que a espécie usa seu rostro estendido para detectar e manipular presas. Quando se deparava com restos de peixes descansando no fundo do tanque, utilizava seu rostro para prender a "presa" enquanto nadava e a engolfava. Quando a comida era identificada ao cair na água, se aproximava de sua "presa" pelo lado e atacava rapidamente para empalar a vítima com os dentes de sua serra. Ambos os casos suportam os respectivos comportamentos de escavação e ataque esperados da alimentação do peixe-serra-de-dentes-pequenos na natureza. Para mostrar que a espécie usa o bico para sentir o ambiente, Wueringer colocou dipolos elétricos em todo o tanque para simular os sinais elétricos que cercam a presa em movimento. Assim como o peixe-serra exibia diferentes comportamentos agressivos em relação à "presa", também respondiam de maneira diferente com base nos sinais elétricos que recebia, evitando ou se aproximando da fonte do sinal. Com essa evidência, a espécie agora é considerada o único peixe com mandíbula a usar seu rostro tanto para detecção quanto para manipulação de presas.
Ademais, seus muitos dentes não são realmente dentes, mas tipos especiais de escamas conhecidas como dentículos dérmicos. Essas armas salientes, combinadas com a capacidade do animal de golpear de um lado para o outro com grande força, fornecem a ele um poderoso e eficiente mecanismo de defesa. Embora a serra seja usada principalmente para fins de alimentação, observações de peixes-serra-de-dentes-pequenos em cativeiro mostram que também podem ser usados para autodefesa. Quando tubarões ou outras criaturas marinhas os ameaçam, retaliam com três golpes rápidos no dorso do instigador. Ainda, a espécie não é considerada prejudicial aos humanos, a menos que esteja ameaçado.

## Reprodução

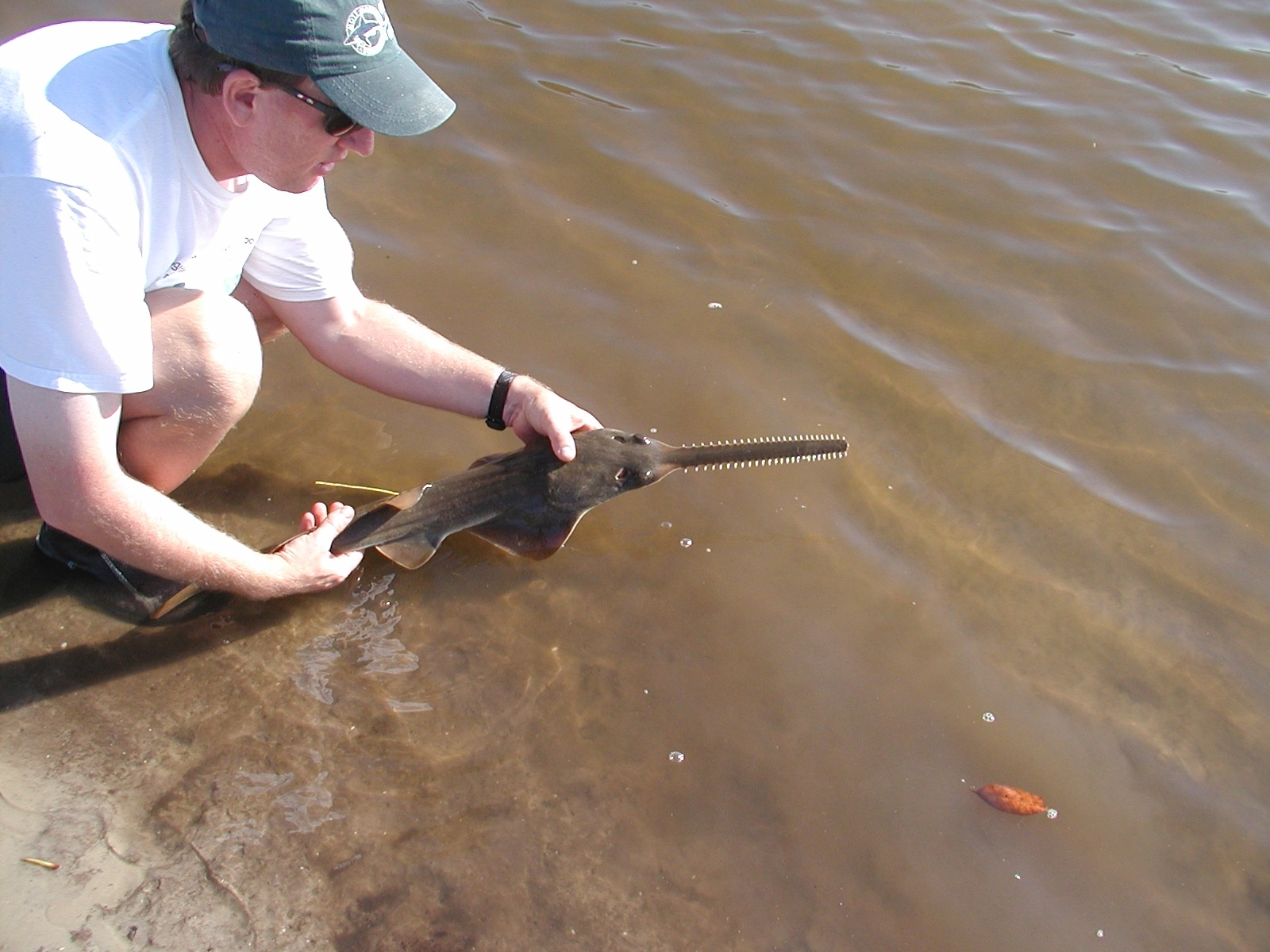
Espécime juvenil sendo solto

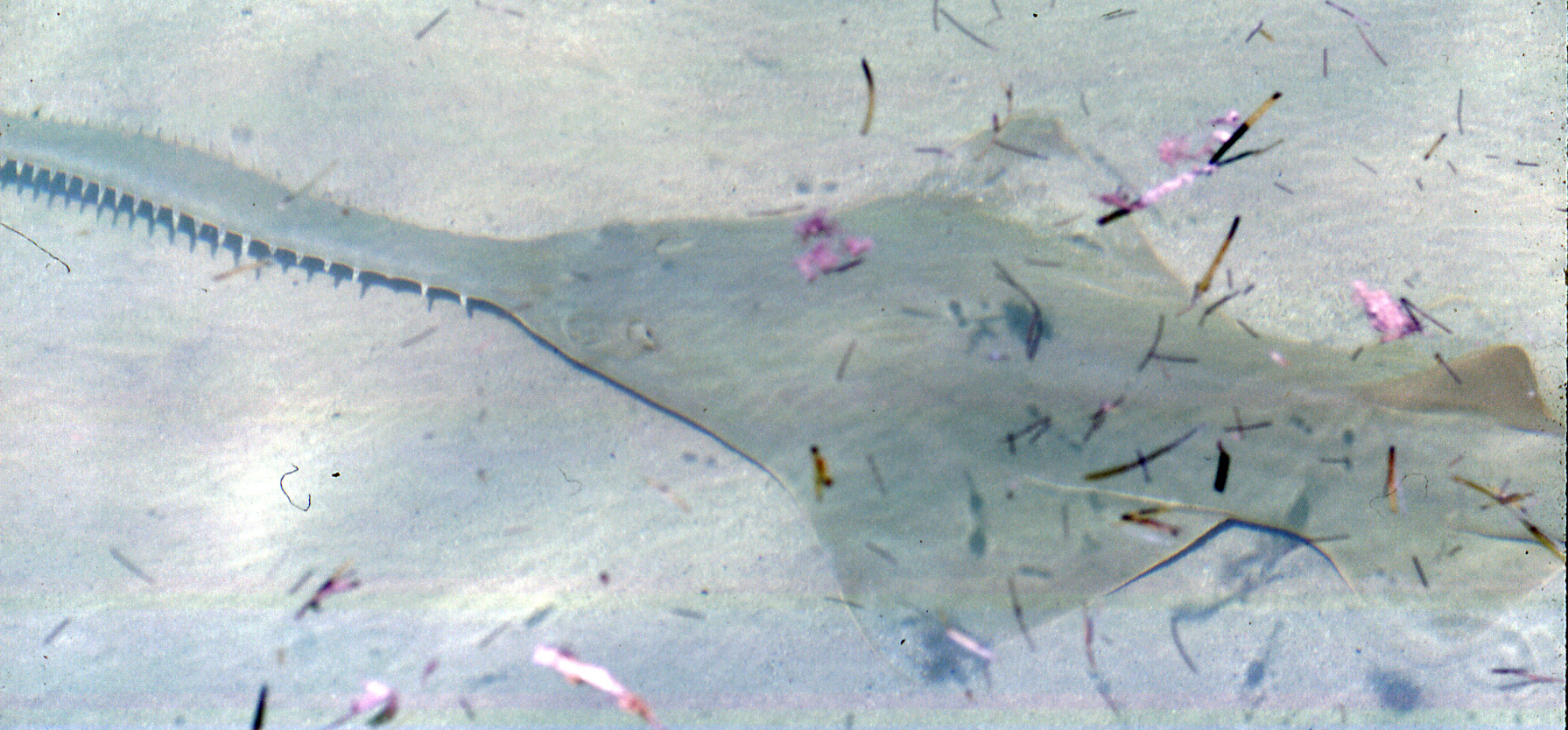
Espécime avistado em Bimini, Baamas

O comportamento reprodutivo da espécie não foi bem estudado, apesar de sua classificação como espécie criticamente ameaçada. No entanto, muito pode ser inferido com base nas informações conhecidas sobre o comportamento reprodutivo de outros elasmobrânquios. Observações mostram que pode participar do comportamento pré-copulatório em cativeiro. Grande parte dessa atividade envolve morder barbatanas peitorais conhecidas como "mordida de cortejo". Há dimorfismo sexual em seus dentes, com os machos apresentando maior valor médio à contagem de dentes rostrais esquerdo e direito. Acredita-se que o sistema eletrossensorial seja usado no comportamento de cortejo do peixe-serra-de-dentes-pequenos e outros elasmobrânquios.
Os machos reprodutivamente ativos usam os órgãos sensoriais em sua serra para localizar as fêmeas e vice-versa. Depois que uma parceira é selecionada, várias cópulas ocorrem durante as quais o macho insere seus clásperes, que são órgãos intromitentes emparelhados, na vagina da fêmea. Os clásperes contêm sacos de sifão subdérmicos que fornecem o poder propulsivo para a transferência de esperma. Foi recentemente observado, pela primeira vez, reproduzindo partenogeneticamente na natureza. Cerca de 3% dos peixes-serra-de-dentes-pequenos que vivem em um estuário da Flórida são resultado de partenogênese. A equipe de pesquisa especula que, como a espécie é tão rara, as fêmeas às vezes não conseguem encontrar um macho durante a época de acasalamento, induzindo o processo partenogenético.
São ovovivíparos, possuindo períodos de gestação relativamente longos e fecundação interna. Os ovos eclodem no útero e os filhotes continuam a crescer sem uma conexão placentária com a mãe. Recebem nutrição a partir de um saco vitelino e absorve todos os nutrientes que puderem da gema antes de nascer. Ninhadas foram relatadas de até vinte filhotes e acredita-se que o ciclo reprodutivo ocorra a cada dois anos. Após o sexo, os pares de acasalamento se separam sem formar um vínculo e cada um continua os acasalamentos polígamos.

## Conservação

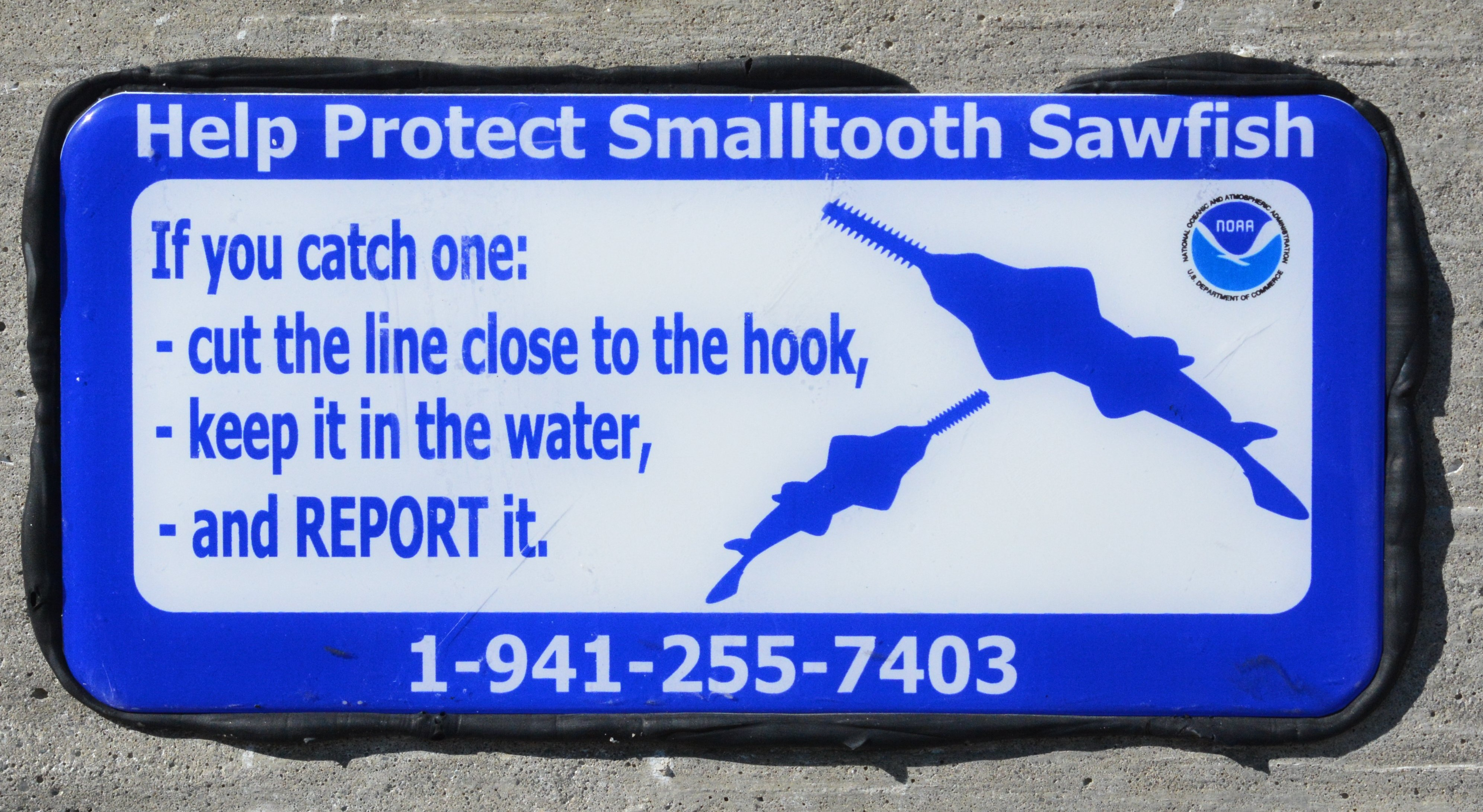
Sinal voltado para a proteção do peixe-serra-de-dentes-pequenos na Flórida, nos Estados Unidos

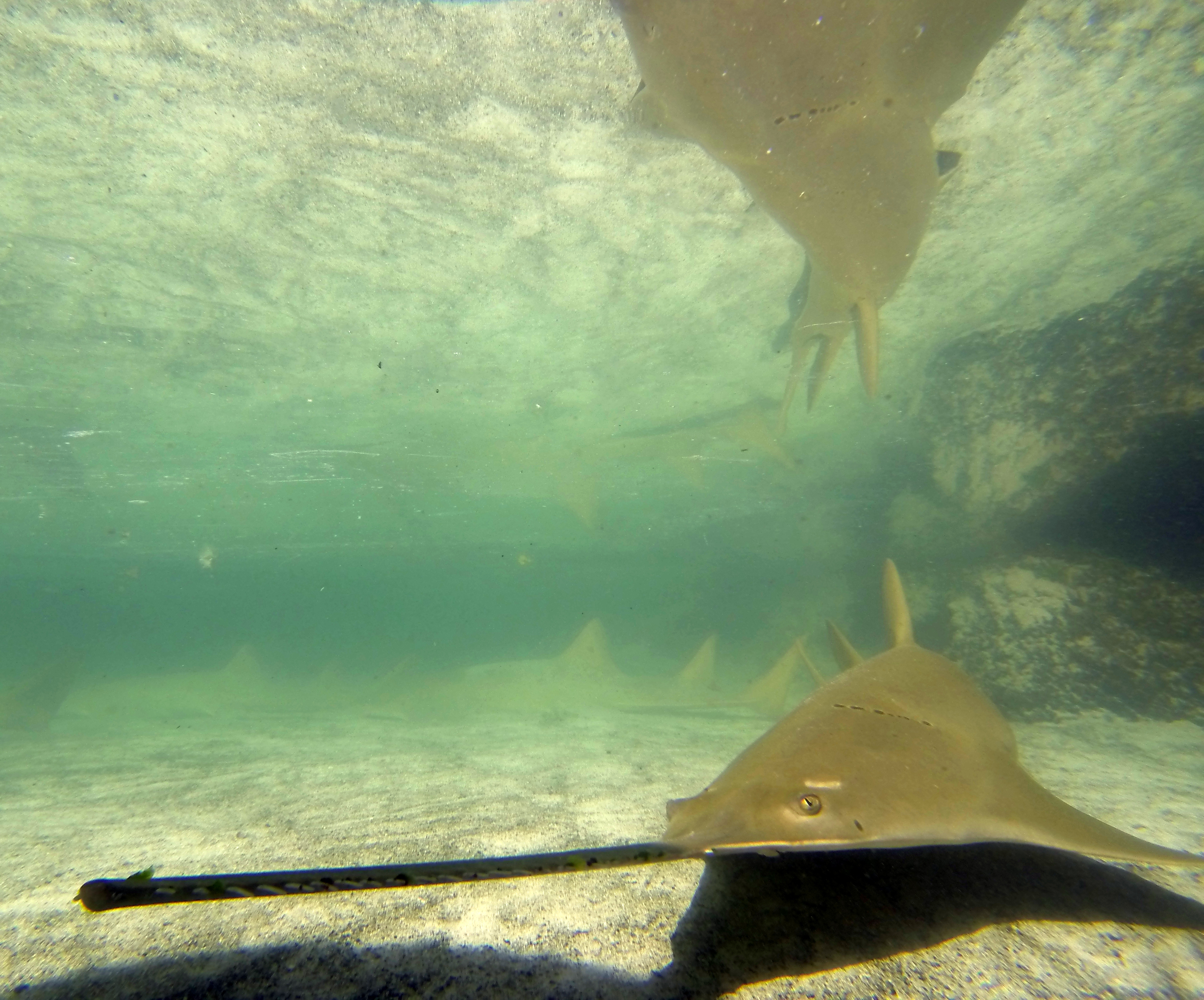
Atlantis Paradise Island se tornou o primeiro aquário do mundo a criar peixe-serra-de-dentes-pequenos quando quatro filhotes nasceram lá em 2012

A espécie é extremamente vulnerável à superexploração por causa de sua propensão a se enredar em redes, seu habitat restrito e baixa taxa de crescimento populacional. Foi listada como "criticamente ameaçada" pela Lista Vermelha da União Internacional para a Conservação da Natureza (UICN / IUCN). Está criticamente ameaçada principalmente por causa da pressão da pesca que alimenta a indústria de barbatanas de tubarão. Historicamente foi encontrado em 47 países, mas foi extirpado de 16 e possivelmente de outros 25, restando apenas seis países onde certamente ainda sobrevive. Em termos de área, isso significa que certamente sobrevive em apenas 19% de sua distribuição histórica. Alguns poucos exemplares são mantidos em aquários públicos na América do Norte, com uma listagem de 2014 indicando 12 indivíduos (cinco machos, sete fêmeas) nesta situação. Os únicos mantidos em outro lugar estão em um aquário público na Colômbia. É a única espécie de peixe-serra criada em cativeiro.
É o único peixe-serra que certamente ainda sobrevive nos Estados Unidos (o peixe-serra-comum, P. pristis, provavelmente foi extirpado do país), e foi listado pelo Serviço Nacional de Pesca Marinha como ameaçado de extinção desde 2003. Estima-se que a população de peixes-serras nos Estados Unidos seja inferior a 5% da população histórica deste país. Nos Estados Unidos, já ocorreu do Texas a Nova Iorque (região norte como visitantes de verão), mas hoje está essencialmente limitado à Flórida. Na região de Everglades, na Flórida, a população está agora estável e possivelmente crescendo lentamente. Outros países onde certamente sobrevive são as Baamas, Brasil, Cuba, Belize, Honduras e Serra Leoa, mas se sobrevive no Golfo do México Ocidental ou na costa atlântica da América do Sul não está claro. A espécie está listada no Apêndice I da Convenção sobre o Comércio Internacional das Espécies Silvestres Ameaçadas de Extinção (CITES).
No Brasil, em 2007, foi classificado como criticamente em perigo na Lista de espécies de flora e fauna ameaçadas de extinção do Estado do Pará; em 2010, como vulnerável no Livro Vermelho da Fauna Ameaçada no Estado do Paraná; em 2014, como regionalmente extinto no Livro Vermelho da Fauna Ameaçada de Extinção no Estado de São Paulo e como criticamente em perigo na Portaria MMA N.º 444 de 17 de dezembro de 2014; em 2017, como criticamente em perigo na Lista Oficial das Espécies da Fauna Ameaçadas de Extinção do Estado da Bahia de 2017; em 2018, como criticamente em perigo no Livro Vermelho da Fauna Brasileira Ameaçada de Extinção do Instituto Chico Mendes de Conservação da Biodiversidade (ICMBio) e vulnerável na Lista das Espécies da Fauna Ameaçadas de Extinção no Estado do Rio de Janeiro; e como criticamente em perigo no anexo três (peixes) da Lista Oficial da Fauna Brasileira Ameaçada de Extinção da Portaria MMA Nº 148, de 7 de junho de 2022